# Ґотліб-Фрідріх-Вільгельм Юнкер
Ґотліб-Фрідріх-Вільгельм Юнкер (20 червня 1705, Шлойзінген — 10 листопада 1746, Санкт-Петербург) — німецький письменник та історик. Почесний член Імператорської АН (1738).

## Біографія
Народився в м. Шлойзінген (Німеччина). 1731 прибув до Санкт-Петербурга, із 1734 — професор Імператорської АН.
1735 призначений історіографом при генерал-фельдмаршалі Б.-К.Мініху для ведення похідного журналу, склав опис дій російського війська за 1735—1736 під час російсько-турецької війни 1735—1739 (опублікував Е.Германн; Лейпциг, 1843). 1737 подав до Імператорської АН «Докладний опис стану земель і народів між Дністром і Доном» — нарис географічних умов і економічного розвитку Лівобережної України. Займався реорганізацією солеварень у Бахмуті (у 1924—2016 роках — Арте́мівськ)) і Торі (нині м. Слов'янськ), склав опис цих підприємств і пропозиції щодо їхнього вдосконалення. Частина цих матеріалів була перекладена на російську мову М.Ломоносовим.
Помер у м. Санкт-Петербург.